# Kannemeyeria
Kannemeyeria é um gênero de espécies que viveram há cerca de 230 milhões de anos, no Período Triássico, onde hoje localizam-se a Ásia, África do Sul, América do Sul e Antártida. Era um herbívoro maciço, de 3 metros de comprimento, chegando à altura do ombro de um homem adulto.
Pertencia a um grupo de repteis mamalianos chamados Dicinodontes, caracterizados por dois grandes caninos na mandíbula superior,que eram os seus únicos dentes, e o seu focinho terminava num bico ósseo. Coabitava com predadores como o Cynognathus, pelos quais eram caçados.